# 5e régiment de voltigeurs de la Garde impériale

Le 5e Voltigeurs de la garde est un régiment français des guerres napoléoniennes. Il fait partie de la Jeune Garde

## Historique du régiment
- 1811 - Créé et nommé 5e régiment de Voltigeurs de la garde impériale
- 1814 - Dissout.
- 1815 - Reformé 5e Régiment de Voltigeurs de la Garde Impériale

## Chef de corps
- 1811 : Joseph Victorien Sicard
- 1813 : Victor-Joseph Delcambre
- 1813 : Nicolas Jacquemard
- 1814 : Louis-Anselme Carrier
- 1815 : Joseph Leclerc

## Batailles
Ce sont les batailles principales où fut engagé très activement le régiment. Il participa évidemment à plusieurs autres batailles, surtout en 1814.
- 1812 : Campagne de Russie
  - La Moskowa
  - Kowno
- 1813 : Campagne d'Allemagne (1813)
  - Dresde
  - 16-19 octobre : Bataille de Leipzig
- 1814 : Campagne de France (1814)
  - 14 février 1814 : Bataille de Vauchamps
  - Fontaine,
  - Fère-Champenoise
  - Paris

Ainsi les cadres du 2e bataillon du 5e régiment de voltigeurs de la jeune garde sont incorporé, à cette époque, dans le 24e régiment d'infanterie de ligne.

À son retour de l'île d'Elbe, le 1er mars 1815, Napoléon Ier prend, le 20 avril 1815, un décret qui rend aux anciens régiments d'infanterie de ligne les numéros qu'ils avaient perdus.
- 1815 : 
  - Waterloo

Après la seconde abdication de l'Empereur, Louis XVIII réorganise de l'armée de manière à rompre avec l'héritage politico-militaire du Premier Empire.
A cet effet une ordonnance du 16 juillet 1815 licencie l'ensemble des unités militaires françaises.